# Hardy Cross
Hardy Cross (nacido en Nansemond County (Virginia), 1885-1959), fue un ingeniero de estructuras estadounidense y el creador del método de cálculo de estructuras conocido como método de Cross o método de distribución de momentos, concebido para el cálculo de grandes estructuras de hormigón armado. Este método fue usado con frecuencia entre el año 1935 hasta el 1960, cuando fue sustituido por otros métodos. El método de Cross hizo posible el diseño eficiente y seguro de un gran número de construcciones de hormigón armado durante una generación entera.
Además también es el autor del método de Hardy Cross para modelar redes complejas de abastecimiento de agua. Hasta las últimas décadas era el método más usual para resolver una gran cantidad de problemas.
NOTA: el siguiente texto ha sido traducido del artículo en inglés

## Primeros años
Obtuvo el título de Bachillerato de Ciencia en ingeniería civil del Instituto de Tecnología de Massachusetts en 1908, y después ingresó en el departamento de puentes de los Ferrocarriles del Pacífico de Misuri en San Luis, donde permaneció durante un año. Después volvió a la academia de Norfolk en 1909. Un año después de su graduación estudió en Harvard donde obtuvo el título de MCE en 1911. Hardy Cross desarrolló el método de distribución de momentos mientras trabajaba en la universidad de Harvard. Luego trabajó como profesor asistente de ingeniería civil en la universidad de Brown, donde enseñó durante 7 años. Después de un breve regreso a la práctica de ingeniería en general, aceptó un puesto como profesor de ingeniería estructural en la Universidad de Illinois en Urbana-Champaing en 1921. En la Universidad de Illinois Hardy Cross desarrollo su método de distribución de momentos e influyó en muchos jóvenes ingenieros civiles. Sus estudiantes en Illinois tuvieron con él un duro momento argumentando porque él era difícil de escuchar.

## Método de Cross para estructuras
El análisis estructural necesario para las grandes construcciones de estructuras de hormigón armado en 1950 era una tarea formidable. Esto es un atributo a la profesión de ingeniería, y para Hardy Cross, que aquí existen tan pocos fallos. Cuando los ingenieros tienen que calcular los esfuerzos y deflexiones en un marco estáticamente indeterminado, ellos inevitablemente vuelven a lo que fue conocido como "Distribución de Momentos" o "Método de Hardy Cross". En el método de distribución de momentos, los momentos en los extremos fijos de los marcos son gradualmente distribuidos a los miembros adyacentes en un número de pasos tales que el sistema eventualmente alcanza su configuración de equilibrio natural. Sin embargo, el método era todavía una aproximación pero podía ser resuelto a ser muy cercano a la solución real.
El método de Hardy Cross es esencialmente el método de Jacobi aplicado a las fórmulas de desplazamiento de análisis estructural.
Ahora el método de distribución de momentos no es el más comúnmente usado porque las computadoras han cambiado la forma en que los ingenieros evalúan las estructuras y los programas de distribución de momentos son raramente creados hoy en día. El software de análisis estructural hoy en día está basado en el Método de Flexibilidad, Método matricial de la rigidez o Método de los Elementos Finitos (FEM por sus siglas en inglés).

## Método de Cross para redes de agua
Otro método de Hardy Cross es famoso por modelar flujos de Red de abastecimiento de agua potable. Hasta décadas recientes, fue el método más común para resolver tales problemas.
Él recibió numerosos honores. Entre ellos tuvo un grado Honorario de Maestro de Artes de la Universidad Yale, la medalla Lamme de la Sociedad Americana para Educación en Ingeniería (1944), la medalla Wason del Instituto Americano del Concreto (1935), y la medalla de oro del Instituto de Ingenieros Estructurales de Gran Bretaña (1959).